# Cereiivți, Muncaci
Cereiivți (în ucraineană Череївці) este un sat în comuna Lohovo din raionul Muncaci, regiunea Transcarpatia, Ucraina.

## Demografie
Componența lingvistică a localității Cereiivți
     Ucraineană (99,22%)
     Alte limbi (0,78%)
Conform recensământului din 2001, majoritatea populației localității Cereiivți era vorbitoare de ucraineană (99,22%), existând în minoritate și vorbitori de alte limbi.